# Agència dels Estats de Rajputana Occidental

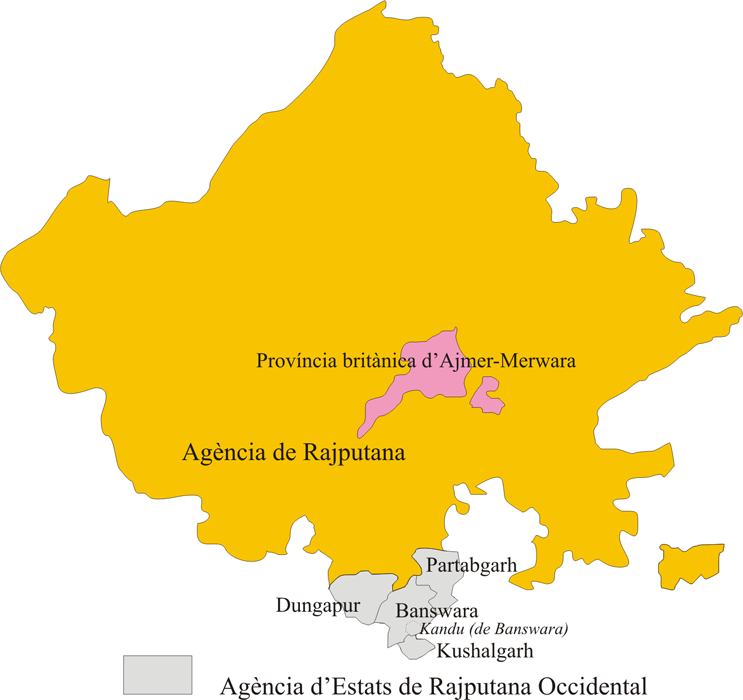
Agència dels Estats de Rajputana Occidental

L'Agència dels Estats de Rajputana Occidental fou una divisió política de l'Agència de Rajputana formada el 1906 amb tres estats segregats de l'antiga Residència de Mewar; Banswara, Partabgarh i Dungarpur, i l'estat de Kushalgarh, esdevingut virtualment independent de Banswara. No s'ha de confondre aquesta agència amb la Residència dels Estats de Rajputana Occidental, formada pels estats de Jodhpur, Jaisalmer, Sirohi i Palanpur (i més tard Danta).
La població quan l'agència es va formar el 1906 era de 317.478 habitants (segons el darrer cens de 1901). La superfície era d'11.082 km². L'agència tenia al nord la Residència de Mewar, és a dir l'estat d'Udaipur, conegut també com a Mewar. La majoria de la població era de religió hindú (vers el 70%) i la resta animistes i jains.